# Douglas Moore
Douglas Stuart Moore (* 10. August 1893 in Cutchogue, New York; † 25. Juli 1969 in Greenport, New York) war ein US-amerikanischer Komponist.

## Leben
Moore studierte nach dem Besuch der Hotchkiss-Privatschule an der Yale University, war von 1919 bis 1921 Schüler von Vincent d’Indy und Nadia Boulanger und danach von Ernest Bloch in Cleveland. Er unterrichtete von 1925 bis 1962 an der Columbia University in New York City. 
Moore komponierte mehrere Opern und Operetten, zwei Sinfonien und eine Streichersuite, ein Gebet für die Vereinten Nationen für Alt, Chor und Orchester, kammermusikalische Werke, Klavierstücke, Chorwerke, Filmmusiken und Lieder. The Ballad of Baby Doe, ein Werk im Auftrag der Koussevitsky Foundation zur Zweihundertjahrfeier der Yale University, wurde eine der populärsten amerikanischen Opern der Gegenwart. Seit 1941 war er Mitglied der American Academy of Arts and Letters. 1951 erhielt er den Pulitzer-Preis im Bereich Musik.

## Opern
- White Wings, Kammeroper, 1935
- The Headless Horseman, Oper, Libretto von Stephen Vincent Benét nach Washington Irving, 1936
- The Devil and Daniel Webster, Libretto von Stephen Vincent Benét, 1939
- The Emperor's New Clothes, Oper, Libretto von Raymond Abrashkin, 1949
- Giants in the Earth, Oper, Libretto von Arnold Sundgaard nach Ole Edvart Rølvaag, 1951
- The Ballad of Baby Doe, Folk Opera, Libretto von John Latouche, 1956
- Gallantry, a soap opera, Libretto von Arnold Sundgaard, 1958
- Wings of the Dove, Oper, Libretto von Ethan Ayer nach Henry James, 1961
- The Greenfield Christmas Tree, Christmas Entertainment, Libretto von Arnold Sundgaard, 1962
- Carrie Nation, Oper, Libretto von William North, 1966